# Dusitpaleis
Het Dusitpaleis is een paleizencomplex in het disctict Dusit in Bangkok (Thailand).
Tijdens een van zijn reizen naar Europa aan het einde van de 19e eeuw zag koning Rama V hoe een aantal monarchen aldaar hun residenties in ruimtelijke buitengebieden hadden, volop in de natuur.
Bij terugkomst in Bangkok besloot hij een nieuw koninklijk verblijf te bouwen te midden van ruime tuinen, op loopafstand van het Koninklijk Paleis. Dit om een plek te hebben om het voor hem beklemmende Koninklijk Paleis van tijd tot tijd te kunnen ontvluchten. Het paleis op het eiland Rattanakosin was door de vele uitbreidingen namelijk overvol en erg druk geworden. 
In de loop van de tijd gingen Rama V en zijn opvolgers het complex in Dusit steeds meer gebruiken, als residentie en als werkpaleis, in plaats van het oude Koninklijk Paleis. De voormalige koning, Bhumibol, woonde er permanent.

## Paleizen en gebouwen

Omgeving van Dusitpaleis

In 1901 werd het Vimanmekpaleis, het belangrijkste bouwwerk op het complex, volledig opgebouwd met teakhout, nadat het van de oorspronkelijke locatie op Ko Si Chang was weggehaald. Het is het grootste teakhouten bouwwerk ter wereld. In 1992 werd het paleis gerestaureerd en nu is het de meest toeristische bezienswaardigheid van Dusit. 
Het tweede paleis in het complex, het Chitraladapaleis, werd in 1913 gebouwd in opdracht van Rama VI. Het grote park rondom het paleis werd door koning Bhumibol gebruikt voor agrarisch onderzoek. 
In de buurt van dit paleis bevindt zich Wat Benchamabophit, dat werd gebouwd als koninklijke tempel. De Troonzaal Ananta Samakhom werd gebouwd als ontvangstzaal voor audiënties. Nadat in 1932 een eind was gekomen aan de absolute monarchie van de koning van Thailand, kreeg dit gebouw de functie van parlementsgebouw. In de Troonzaal Abhisek Dusit zit tegenwoordig een ambachtsmuseum. Vroeger werd het gebruikt als troonzaal voor koninklijke bezoeken.